# Café Guancasco
Café Guancasco es una banda hondureña de Música Protesta Experimental fundada por los artistas Pavelón Cruz y Pavelín Núñez (retirado en 2017); Después del Golpe de Estado del 2009 se convirtió en ícono popular y político luego de ser reconocida como "La banda de la Resistencia".  
Ha compartido escenarios con grandes exponentes de la música latinoamericana como Cultura Profética, Las Manos de Filippi, Guaraguao, Vicente Feliú, Luis Enrique Mejía Godoy e Inti-Illimani.
Su álbum de estudio inaugural De tributos, guancascos y otras luchas se convirtió rápidamente en uno de los discos más difundidos de la historia de Honduras, a pesar de las condiciones en que se grabó y lanzó. 
Su propuesta musical, apodada por ellos mismos Trova experimental” o "Música Protesta Experimental, se caracteriza por la originalidad, atrevimiento y experimentación, resaltando la genialidad y fuerza de sus letras.
Actualmente Café Guancasco continúa activo, con Pavel Cruz como compositor, cantante y director musical.

## Conformación y primeros años
Pavel Núñez era un joven trovador y activista político que comenzaba a aparecer en escenarios, periódicos y programas de televisión; a la par de escritores, líderes populares y músicos importantes. Su creciente participación en espacios públicos nacionales e internacionales lo posicionaron rápidamente entre los personajes aplaudidos de la, hasta ese entonces, invisibilizada vida cultural hondureña. A finales de 2006, durante un concierto, conoce a Pavel Cruz, un reconocido exintegrante de bandas de rock pertenecientes al prominente underground de Tegucigalpa y quién le propone hacer un proyecto de trova experimental a dos voces, con contenido social. Ambos fuertemente influenciados por bandas y artistas como; The Beatles, Sui Generis, Víctor Jara y Silvio Rodríguez, entre otros, comenzaron a presentarse en bares de Tegucigalpa y festivales nacionales. Inmediatamente fueron apodados Los Paveles, debido a la curiosa coincidencia de sus nombres.
Durante un encuentro de escritores, en un pueblo hondureño (Trinidad), concensuaron llamarse Café Guancasco, motivados por la conceptualidad del nombre; ahí fue su primera presentación oficial. Inmediatamente comenzaron a aparecer en movilizaciones y huelgas, bares y programas de radio y televisión. Uno de esos lugares se llamó La Caramba, bar en donde desfilaban las agrupaciones más importantes de Tegucigalpa y en donde encontraron su mejor público. Las canciones más importantes de esa época fueron: Calle Goldin Meyer, La Rebelión de las Marionetas, La pena del general, Votos de santidad, Camila y El busero, entre otras más que poco a poco fueron descartadas de su repertorio.

### De dúo a banda
Después de un tiempo deciden agregar otros instrumentos a la propuesta. Cruz propone a varios de sus amigos de juventud; Jairo López (Clarinete), Óscar Rodríguez (Flauta), Gabriel Laínez (Percusiones) y Carlos Midence (Batería); Núñez invita a su amigo y compañero del movimiento popular, Carlos Alvarado (bajo). Se presentan por primera vez con esa alineación en mayo de 2008, en las afueras del Congreso Nacional de Honduras, durante una huelga de hambre impulsada por fiscales del ministerio público. A ese concierto decidieron llamarlo "el primer concierto como agrupación", aunque fue en el Teatro Manuel Bonilla donde los Paveles presentaron a la banda por primera vez. Después de 2 años Carlos Alvarado es reemplazado por Jorge Servellón, uno de los bajistas más reconocidos del país, además se incluye al joven de 21 años Guillermo Recinos' En 2011 se unen varios de los músicos más importantes de Tegucigalpa, conformando la etapa evolucionada del grupo, sobreviven a esta transformación Carlos Midence, Guillermo Recinos y Jorge Servellón y se suman el legendario flautista Mariano Rodríguez y el tecladista Marlon Josué David. Wilmer Dávila reemplaza a Servellón y conforman la última alineación de la banda.
Desde el golpe de Estado Núñez asumió el puesto de Productor artístico y comunicador, pero en 2017 anunció su salida de la banda por problemas de salud.  Pavel Cruz continuó al frente de la banda como único vocalista y compositor, además de director musical y productor. Él junto a Carlos Midence son los miembros más antiguos de la agrupación.

## El golpe de Estado en Honduras
El 28 de junio de 2009, las fuerzas militares, apadrinadas por sectores de extrema derecha, perpetraron un golpe de Estado en contra del presidente progresista Manuel Zelaya, con quién los Paveles simpatizaban y habían trabajado. Ese mismo día se presentaron en las afueras de la invadida casa presidencial, improvisando un concierto junto a miles de hondureños y hondureñas aglutinadas en una histórica protesta. Al día siguiente fueron desalojados por efectivos del ejército y el país entró en estado de sitio, los asesinatos selectivos comenzaron a ser noticia. Muchos artistas hicieron wikt:alianzas y desarrollaron una serie de actos públicos, apoyados por el recién aparecido Frente Nacional de Resistencia Popular (FNRP). Inmediatamente Café Guancasco se convirtió en la mayor atracción de esos actos y fue bautizado como “La banda de la Resistencia”.

### La represión y la censura
En un concierto organizado en la ciudad industrial del país, San Pedro Sula, fueron atacados por efectivos policiales y militares; quiénes asesinaron a un hombre entre el público, hirieron a centenares de personas, golpearon a músicos y destruyeron instrumentos musicales; cabinas de radio y equipo de audio. Las pérdidas fueron millonarias y la noticia le dio vuelta al mundo. Inmediatamente Café Guancasco emitió un comunicado en el que anunciaba una contraofensiva de la mano del pueblo, en el mes siguiente, justamente el 21 de octubre, tradicionalmente Día de las Fuerzas Armadas.
El ataque del 15 de septiembre de 2010 no solo representó grandes pérdidas económicas, también alejó al dueto de los escenarios por más de un año. Hoy en día el incidente puede encontrarse en decenas de portales web y traducido a varios idiomas ya que fue catalogado como el primer ataque al sector Arte desde el Golpe de Estado del 2009.
Se anunció un deterioro en la salud de Núñez al mismo tiempo que se hizo pública por él mismo la muerte de su padre y un intento de secuestro de su madre, el cual fue catalogado por organismos de Derechos Humanos como Persecución Política.
Una campaña de desprestigio acompañó estos incidentes y el rumor de que la agrupación había desaparecido corrió por todas partes.
Hoy en día, Pavel Núñez y Pavel Cruz están protegidos por organismos de Derechos Humanos como el Comité de Familiares de Detenidos, COFADEH, por citar alguno.
Promovieron la idea de conmemorar el 21 de octubre “Día del Arte y la Cultura en Resistencia” y en complicidad de algunos sectores sociales y artísticos organizaron un concierto en esa misma ciudad. El evento quedó institucionalizado y en el 2011 vio su segunda edición, agregando al calendario cívico de la nueva estructuración social propuesta por la resistencia; una nueva fecha.
El incidente no hizo más que acrecentar su popularidad, la voz y el rostro de Pavel Núñez y Pavel Cruz comenzó a aparecer a nivel mundial, en importantes noticieros de radio y televisión. Por separado continuaron haciendo trabajo de difusión, en giras por Estados Unidos y demás países de Centroamérica
Pavel Núñez se destacó como conductor de importantes canales radiales del país y como líder de diferentes espacios de toma de decisiones. En febrero de 2011 Café Guancasco fue catalogado movimiento político-cultural nacional y el FNRP decidió darle participación directa en la asamblea nacional, Pavel Núñez fue nombrado posteriormente miembro de la conducción intermedia.

## De tributos, Guancascos y otras luchas
En los primeros meses del golpe de Estado, con la aparición de canciones como “Renacimiento”, “Informe estadístico de comienzos de siglo”, “Caminar”, “Todas las luchas”, “El club de los idiotas” y “El amor está en tu boca”, el público hondureño comenzó a exigir un primer material discográfico.
La joven e inexperta banda no contaba con recursos económicos, sellos discográficos o acceso a estudios de grabación, la posibilidad de un álbum parecía imposible. Fue en ese momento donde apareció el productor Pablo Platas, amigo de antaño de Cruz y dueño de un pequeño y limitado estudio de grabación, en donde elaboraban jingles comerciales y propuestas de música urbana local.
Platas aceptó prestar su estudio por las noches, así comenzaron las grabaciones bajo el sello discográfico de Ixabalank Records, en una cabina en la que a duras penas cabía un integrante a la vez.
El material se terminó meses después y Núñez se dedicó a diseñar el arte. El álbum fue nombrado por el dúo como De tributos, Guancascos y otras luchas, haciendo parodia a su estilo de composición y jugando con el nombre de la banda. Fue presentado en el bar La Caramba un 27 de noviembre del 2009, convirtiéndose inmediatamente en uno de los trabajos más originales e importantes del país, tanto por su música como por su diseño.

### Temas
1. Todas la luchas (Letra y Música: Pavel Cruz).
2. La pena del general (Pavel Cruz, adaptación al poema "Alta es la noche" de Pablo Neruda y Música: Pavel Cruz).
3. Camila (Letra y Música: Pavel Núñez).
4. Informe estadístico de comienzos de siglo (Letra y Música: Pavel Núñez).
5. Renacimiento (Letra y Música: Pavel Cruz).
6. El amor está en tu boca (Letra y Música: Pavel Núñez).
7. Chiquitita (Letra y Música: Pavel Cruz).
8. Caminar (Letra: Salvador Madrid; Música y adaptación: Pavel Núñez).
9. La rebelión de las marionetas (Letra y Música: Pavel Núñez).
10. Votos de santidad (Letra y Música: Pavel Cruz).
11. Calle Goldin Meyer (Letra y Música: Pavel Núñez).
12. Hombre de tierra adentro (Letra y Música: Pavel Cruz).
13. El busero (Letra y Música: Pavel Cruz).
14. El club de los idiotas (Letra y Música: Pavel Núñez).

### Otros temas
- Estos son los temas que se grabaron posteriormente al lanzamiento del primer disco:
- Vamos al grano: canción compuesta por Pavel Cruz en el marco de la campaña de Oxfam Internacional.
- Por qué cantamos: Poema de Mario Benedetti musicalizado por Pavel Cruz. Se lanzó al día siguiente de la muerte del escritor.
- Pa' luego es tarde: Tema de Pavel Núñez que encabezó la campaña ambientalista con el mismo nombre, impulsada por Radio Progreso. Al final de la canción canta la trovadora argentina Paula Ferrer.

## En un barrio de Tegucigalpa
En uno de los barrios más antiguos y pobres de Tegucigalpa, el llamado "Barrio Los Jucos", en el mes de octubre de 2012; Café Guancasco organizó un concierto sorpresa, sin hacer anuncios y presentando a gran parte de su nueva alineación de músicos y algunos de los nuevos temas musicales que completarán su segundo material discográfico.
Simplemente llegaron, pidieron permiso a los vecinos para extraer energía eléctrica, instalaron los instrumentos y comenzaron a sonar su música, haciendo que decenas de transeúntes y curiosos se detuvieran a disfrutar el "Nuevo Guancasco". Los mensajes de texto comenzaron a circular y en cuestión de minutos, las decenas se fueron multiplicando, ofreciendo al emocionado y sorprendido público un concierto de aproximadamente dos horas y media.
"Queríamos regresar así, de la forma en que se despidió nuestra banda predilecta, The Beatles, además, queríamos volver de la misma manera en que comenzamos, sin escenarios ni luces, recordando nuestras raíces y haciéndole honor a nuestro Pobre Pueblo Pobre, al que siempre le hemos cantado". Expresaron a algunos periodistas independientes que llegaron al escuchar la noticia.
A partir de ahí, continuó el camino; Café Guancasco anunció un concierto en las ruinas de la Penitenciaría Central de Tegucigalpa y nuevamente logró aglomerar a cientos de personas, como en los viejos tiempos.
Hicieron aparición en un medio de comunicación y presentaron el avance de lo que anuncian será el primero de una serie de documentales de la agrupación.
En el mes de abril anuncian un segundo material en formato DVD y de descarga gratuita, más a la izquierda y con la nueva imagen del grupo.

## Café Guancasco 1.5
La banda presentó en 2013 su segundo material, esta vez audiovisual, llamado "Café Guancasco 1.5", Más de 20 personas, entre técnicos y músicos participaron en el montaje. En el concierto de casi una hora, la banda presentó por primera vez los temas "Pachamama", "When the music" y "El Necio". Fue distribuido de forma gratuita en las redes sociales. Actualmente se puede encontrar en alta definición (1080p) en Youtube.

## El significado de Café Guancasco
El Guancasco es una tradición de los pueblos originarios de Honduras (Lencas), en él dos pueblos vecinos y hermanados se visitan mutuamente para dar paso a la paz y la comunión. Lo hacen aprovechando las fiestas de sus santos, propias del sincretismo indio a la tradición cristiana. Primero un pueblo es anfitrión y el otro visitante, al cumplirse el día del siguiente santo se intercambian los papeles. En un Guancasco se construye una nueva cultura, dinámica y sujeta a futuros cambios, encaminada a crear un lenguaje entendido por todos y todas.
Los Paveles decidieron ampliar el concepto y se apoyaron en la idea de los cafés, lugares que en las ciudades representan pequeños guancascos, donde las personas se encuentran con el fin de intercambiar ideas y cultivar la hermandad. Por tanto Café y Guancasco son palabras vistas con la misma lupa, solo que en distintas realidades.
- Café Guancasco es un intento de adaptar ese sincretismo indígena a la urbanidad de muchos. Es el resumen hecho canción de una generación que creció en medio de las bombas y aprendió a soñar.